# Seznam argentinskih plesalcev
Seznam argentinskih plesalcev.

## B
- Julio Bocca

## C
- Osvaldo Cartery
- Eleonora Cassano

## E
- Lali Espósito

## G
- Maximiliano Guerra

## H
- Paloma Herrera

## N
- Marianela Núñez

## T
- Tini (Martina Stoessel)